# Maríu saga
Mariu saga (o la Saga de [la virgen] María), es una corta historia de las sagas de los obispos escrita hacia el siglo XIII en nórdico antiguo y cuya autoría se atribuye a Kygri-Bjórn Hjaltason. Es la versión nórdica del apócrifo Evangelio del nacimiento de María.